# بدليسيون
| تاريخ كردي |
| ---------- |
| جوتيوم     |
| مانيون     |
| ميديون     |
| كاردوخيون  |
| هزوانيون   |
| شداديون    |
| حسنويون    |
| عنازيون    |
| مروانيون   |
| أيوبيون    |
| بدليسيون   |
| أردلانيون  |
| بهدينانيون |
| سورانيون   |
| بابانيون   |

كتاب الشرفنامة

البدليسيون كانوا أصحاب الإمارة الكردية التي عرفت بالإمارة البدليسية (1182 - 1847) التي تأسست على يد أبناء قبيلة روزاكي الكردية بعد أن استطاعوا تحقيق نصر على ملك جورجيا داود كوروبالاوس وتمكنوا من الهيمنة على منطقتي بدليس وساسون الواقعتين على اراضي أرمينيا تم احتلال هذه الإمارة في فترات متناوبة من قبل قبيلة آق قوينلو التركمانية من 1467 إلى 1495 والصفويون من 1507 إلى 1514 [وصلة مكسورة].
من أعظم إنجازات البدليسيين هو كتاب شرفنامه  الذي يعتبر أول كتاب عن تأريخ الإمارات الكردية والتي يعتبر من أهم المصادر في تأريخ الشعب الكردي. قام بكتابة الشرفنامة المؤرخ شرف الدين البدليسي الذي كان ابن أمير بدليس شمس الدين البدليسي  نسخة محفوظة 19 مايو 2006 على موقع واي باك مشين..
إضطر الأمير شمس الدين وتحت ضغوط من سليمان القانوني إلى الفرار إلى إيران والاحتماء بالصفويين وأثناء وجود شمس الدين في إيران ولد إبنه المؤرخ شرف الدين البدليسي في عام 1543  وتم تنصيبه أميرا على بدليس من قبل السلطان العثماني مراد الثالث في عام 1583 في إشارة واضحة إلى إن الأمارة فقدت استقلاليتها  